# Tereza Srbova
Tereza Srbova (née le 1er janvier 1983 en République tchèque) est une actrice et mannequin tchèque. Elle mesure 1,75 m. Elle vit actuellement à Londres.

## Filmographie

### Cinéma
- 2007 : Eichmann de Robert Young : Baronne Ingrid von Ihama
- 2007 : Les Promesses de l'ombre de David Cronenberg
- 2009 : Cœur d'encre de Iain Softley : Rapunzel
- 2010 : Siren de Andrew Hull : Silka, la sirène
- 2012 : 360 de Fernando Meirelles
- 2018 : Red Joan

### Télévision
- 2013 : Strike Back : Major Pirogova (Saison 4 épisodes 7, 8 et 10)
- 2022 : Jack Ryan : Jana Breza (Saison 3 - 4 épisodes)